# Ritornel
Ritornel (dříve ritornell) je krátká lyrická báseň, žánrově většinou přírodní či milostná lyrika nebo humorná poezie.
Ritornel má pouhé tři verše, rýmované dle schématu aba (přičemž v prostředním verši může, ale nemusí být asonance či konsonance s libovolným nebo oběma krajními verši). Druhý a třetí verš ritornelu je endekasylab, tedy jedenáctislabičný verš jambického spádu, první verš je kratší verš jiného druhu.
První verš nastiňuje téma, je jeho prostým vyřčením, je empiricky získaným faktem, z něhož vychází zbylé dva verše, které vystihují básníkův názor na danou věc. Ritornel je jednoduchá, leč překvapivá myšlenka.
Ritornely jsou nebo byly velmi užívány v poezii italské a německé, v češtině je tvořil především Jaroslav Vrchlický (který ale užíval prakticky všechny literární formy). Původně vznikly v lidové italské milostné poezii jako úprava rispetu, později se rozšířily.

## Příklad
Chudobky v husté trávě,

vždy šlapané a vždycky neuznané,

snad proto srdci nejdražší jste právě.

(Jaroslav Vrchlický, Chudobky ze sbírky Moje sonáta, 1893)